# Bazylika Santissima Annunziata del Vastato
Bazylika Santissima Annunziata del Vastato – rzymskokatolicki kościół w Genui, w dzielnicy Prè). Jest kościołem parafialnym, należącym do dekanatu Centro Ovest w Archidiecezji Genui. Znany jest z imponującego wystroju wnętrza, na który składają się obrazy namalowane przez czołowych malarzy genueńskich tamtego czasu; z tego względu zyskał miano muzeum historii sztuki genueńskiej XVII wieku.
Nazywany jest zwyczajowo bazyliką, choć formalnie nie posiada takiego tytułu. Na stronie włoskiego Ministerstwa Kultury (Ministero per i Beni e le Attività Culturali) wymieniony jest jako kościół – chiesa della Santissima Annunziata del Vastato.

## Historia i architektura

### Kościół Santa Marta humiliatów
Niedaleko od bramy miejskiej Sanctae Fidei (lub Porta dei Vacca), zbudowanej w XII-wiecznych murach, na rzadko zaludnionym terenie uprawnym, złożonym z sadów i winnic rozciągało się przedmieście zwane Vastato. W 1228 roku teren ten został zajęty przez wspólnotę religijną humiliatów, która przybyła tu z Lombardii zajmując się produkcją wełny; bracia zbudowali klasztor pod wezwaniem Santa Marta, który zamieszkiwali aż do początku XVI wieku. Miejsce to zostało wybrane, ponieważ obszar ze względów bezpieczeństwa zniwelowano podczas budowy murów Barbarossy w 1155 roku, ale przede wszystkim dlatego, iż był położony w pobliżu ujścia rzeki Vallechiary do Carbonary; humiliaci zaś potrzebowali tych dróg wodnych dla produkcji wełny.

### Nowy kościół San Francesco del Guastato Franciszkanów Konwentualnych
W 1508 roku Franciszkanie Konwentualni ze zgromadzenia San Francesco di Castelletto poprosili dożę i Senat Genui o zgodę na przeniesienie się z ich pierwotnej siedziby w kościele San Francesco di Castelletto, którą musieli opuścić z powodu robót przy z murach miejskich. Przekazano im kościół humiliatów. Ponieważ ich liturgiczne i duszpasterskie potrzeby wymagały większej świątyni, rozpoczęli budowę nowego kościoła kładąc 20 lipca 1520 roku kamień węgielny. Nowy kościół Franciszkanów powstał na miejscu dotychczasowego, niewielkiego kościoła Santa Marta del Guastato i przyległego klasztoru zbudowanego w XIII wieku przez humiliatów bezpośrednio pod murami; nazwa Vastato, używana w odniesieniu do kościoła Santa Marta, przeniesiona została na kościół San Francesco w formie „Guastato”. Kościół został zbudowany na planie bazyliki. Kamień pamiątkowy, wmurowany w posadzkę nawy głównej informuje, iż przypuszczalnym dekoratorem wnętrza był Pietro di Gandria. Kościół stylem nawiązywał do świątyń franciszkańskich w Umbrii i Toskanii, składających się z trzech naw przeciętych transeptem oraz kaplic apsydialnych zbudowanych na planie kwadratu. Z kolei idea kaplic usytuowanych wzdłuż naw bocznych była nawiązaniem do architektury Filippa Brunelleschiego. Nawy boczne od głównej oddzielał rząd delikatnych kolumn z białego i czarnego kamienia. Oświetlenie wnętrza zapewniały okna (monoforia) umieszczone w kaplicach bocznych, natomiast transept oświetlały wielkie triforia umieszczone w górnej części jego ścian bocznych. Wejście do kościoła znajdowało się w prawej ścianie, naprzeciwko hospicjum Santa Marta i oratorium San Tommaso. Wystroju wnętrza nigdy nie ukończono.

#### Przejęcie kościoła przez Franciszkanów Obserwantów i zmiana jego dedykacji
W roku 1537 Bracia Konwentualni powrócili do swego klasztoru San Francesco di Castelletto, a ich klasztor del Gustato przypadł Franciszkanom Obserwantom, którzy z powodu robót budowlanych przy nowych murach miejskich musieli opuścić swój dotychczasowy klasztor Santissima Annunziata di Portoria; przenieśli oni jego nazwę na nowy kościół, który od tego momentu zaczął być nazywany Santissima Annunziata del Vastato. Sobór trydencki stał się pośrednią przyczyną przebudowy kościoła, którą podjęto w 1582 roku w trakcie wizytacji apostolskiej biskupa Novary, Francesca Bossiego, dokonanej z polecenia papieża Grzegorza XIII w celu sprawdzenia, czy diecezja Genui uiściła opłaty ustalone przez sobór. Należało w związku z tym sprawdzić stan niedokończonej świątyni Santissima Annunziata i zalecić ukończenie jej w krótkim czasie, przynajmniej w części zasadniczej. 20 sierpnia 1591 roku bracia Obserwanci zwrócili się do zamożnej rodziny Lomellini z prośbą o patronat i nadzór nad ukończeniem budowy ich kościoła. Pracami budowlanymi pokierował Taddeo Carlone; przedłużył on dwukrotnie prezbiterium, a następnie nadzorował budowę kopuły na skrzyżowaniu nawy głównej z transeptem. W 1615 roku kolejne prace podjęli Giovanni Domenico Casella i Giacomo Porta. Nawy zostały przedłużone o półtora przęsła w kierunku Piazza della Nunziata, zbudowano też prowizoryczną fasadę, poprzedzoną wystawnymi schodami. Do wnętrza świątyni prowadziły trzy portale. Fasadę flankowały dwie symetryczne wieże, zbudowane na wzór tych z bazyliki Santa Maria Assunta di Carignano, zaprojektowanej przez Galeazza Alessiego. Jeśli chodzi o wnętrze, Casella i Porta wykonali wszystkie dekoracje architektoniczne i sztukaterie kościoła z wyjątkiem kaplic, kopuły, absydy i sklepienia prezbiterium. Krótko przed rokiem 1630 Giovanni Carlone zaczął malować pierwsze freski, dekorując nimi trzy pierwsze przęsła nawy, położone najbliżej kopuły i posuwając się w kierunku transeptu; prawdopodobnie czekał, aż przęsła w kierunku fasady zostaną ukończone. Przerwał pracę w 1630 roku, aby podjąć ją w Mediolanie, gdzie zmarł następnego roku po krótkiej chorobie. Prace w Santissima Annunziata ukończył jego brat Giovanni Battista Carlone. W międzyczasie przy dekoracji wnętrza pracował również Gioacchino Assereto, który pomalował pierwsze przęsło każdej nawy bocznej w kierunku transeptu. Drugą i trzecią parę fresków w nawach bocznych i lunetach transeptu wykonał przypuszczalnie Domenico Fiasella. W 1635 roku Giovanni Andrea Ansaldo otrzymał zlecenie ozdobienia freskami kopuły. Zaprojektował on i zrealizował pomysłowy układ perspektywiczny, złożony z fresków i sztukaterii, przedstawiający wnętrze kościoła o planie krzyża greckiego, zbudowanego na trzech poziomach, poczynając od bębna, a kończąc na wierzchołku kopuły. Program ikonograficzny przedstawiał tajemnicę Wniebowzięcia Najświętszej Maryi Panny. Wkrótce po ukończeniu prac artysta zmarł (18 sierpnia 1638). Prace dekoracyjne wznowił przypuszczalnie w 1640 roku Giulio Benso przerywając je w roku 1648. Wśród jego monumentalnych malowideł, pokrywających apsydę i prezbiterium, znalazło się Spotkanie Świętego Joachima i Świętej Anny oraz Niepokalane Poczęcie.

##### Wpływ soboru trydenckiego na wystrój kościoła
Sobór trydencki usankcjonował edukacyjną rolę sztuki w miejscach kultu i zachęcił do przedstawiania dogmatów doktryny katolickiej zakwestionowanych przez reformację. Wyrazem tych tendencji stała się bazylika Santissima Annunziata del Vastato. W sztuce najbardziej znaczącym impulsem zmian stał się dekret De invocatione, veneratione et reliquiis sanctorum imaginibus et sacriis, w którym Kościół zdefiniował pewne podstawowe zasady wykorzystania obrazów w przestrzeni liturgicznej. W dokumencie tym została potwierdzona tradycyjna doktryna kultu obrazów wytyczona przez Grzegorza Wielkiego oraz Sobór nicejski II; sprecyzowano w niej, że cześć należy się podmiotowi reprezentowanemu przez obraz, a nie samemu obrazu. W ramach rewizji tradycji kościelnej zapewniono podstawę do odpowiedniej odnowy tematów sztuki sakralnej. Położono też nacisk na te aspekty doktryny katolickiej, które protestanci kwestionowali: kult Matki Bożej, papiestwo, sakramenty, modlitwy za zmarłych, dzieła charytatywne i cześć oddawaną świętym, obrazy i relikwie, by wymienić tylko najważniejsze z nich. Sztuka została uznana jako narzędzie edukacyjne i propagandowe, przydatne do popularyzacji doktryny katolickiej. Kościół rzymski nie chciał jednak ingerować bezpośrednio w prace artystów, zlecając kontrolę na nimi biskupom. Ważnym instrumentem tej kontroli były wizyty apostolskie, za pomocą których sprawdzano zgodność diecezji z zasadami ustalonymi przez sobór trydencki, koncentrując się w szczególności na najważniejszych miejscach kultu; wizytacja taka miała miejsce w bazylice w 1582 roku.

#### XVII i XVIII wiek
Między XVII i XVIII wiekiem nawet kaplice boczne, dzięki hojnej dotacji szlacheckich rodzin Genui, posiadających patronat nad nimi, zostały wzbogacone o marmury, rzeźby i malowidła, dzięki którym bazylika Santissima Annunziata del Vastato stała się jedną z najbardziej wystawnych genueńskich świątyń, o czym świadczą kaplice św. Paschalisa Baylóna czy św. Dydaka z Alkali.

#### XIX wiek
Wydarzenia okresu napoleońskiego w dziejach Genui sprawiły, iż Franciszkanie zostali 15 października 1810 roku zmuszeni do opuszczenia swego klasztoru; powrócili do niego 5 października 1815 roku. Po 1834 roku przystąpiono do ogólnej renowacji bazyliki. W tym czasie bracia, po kolejnym, krótkim okresie nieobecności, powrócili do sprawowania nabożeństw w kościele. W 1834 roku Giovanni Battista Resasco zbudował według projektu Carla Barabina obecną, neoklasyczną fasadę. Projekt Barabina przewidywał zbudowanie przed fasadą pronaosu z 6 kolumnami w porządku doryckim od frontu. Pronaos i prowadzące do niego schody Resasco zbudował w 1835 roku, tuż przed śmiercią.
2 marca 1868 roku zakonnicy ponownie musieli opuścić klasztor.
W XIX wieku miały również miejsce wydarzenia podkreślające duszpasterską rolę bazyliki: 24 kwietnia 1898 roku arcybiskup Tomasz Reggio erygował parafię Santissima Annunziata i wezwał Franciszkanów do powrotu, którzy 30 maja 1901 roku ponownie pojawili się w murach świątyni. Arcybiskup Mons E. Pulciano 1 lipca 1904 erygował parafię okręgową.

#### XX wiek
W latach 30. XX wieku rozpoczęto w świątyni prace konserwatorskie, które trwały aż do II wojny światowej. Wojna okazała się katastrofalna dla kościoła. Uszkodzone zostały jego dachy, a w konsekwencji freski oraz liczne kaplice z marmurowymi ołtarzami. Prace naprawcze podjęto bezpośrednio po wojnie, ale restauracja miała charakter częściowy. W 1988 roku Ministerstwo Kultury podjęło się dokończenia restauracji, konsolidując strefy zagrożenia i kontynuując uzupełnianie brakujących partii fresków, stiuków i dekoracji marmurowych.

### Wystrój wnętrza

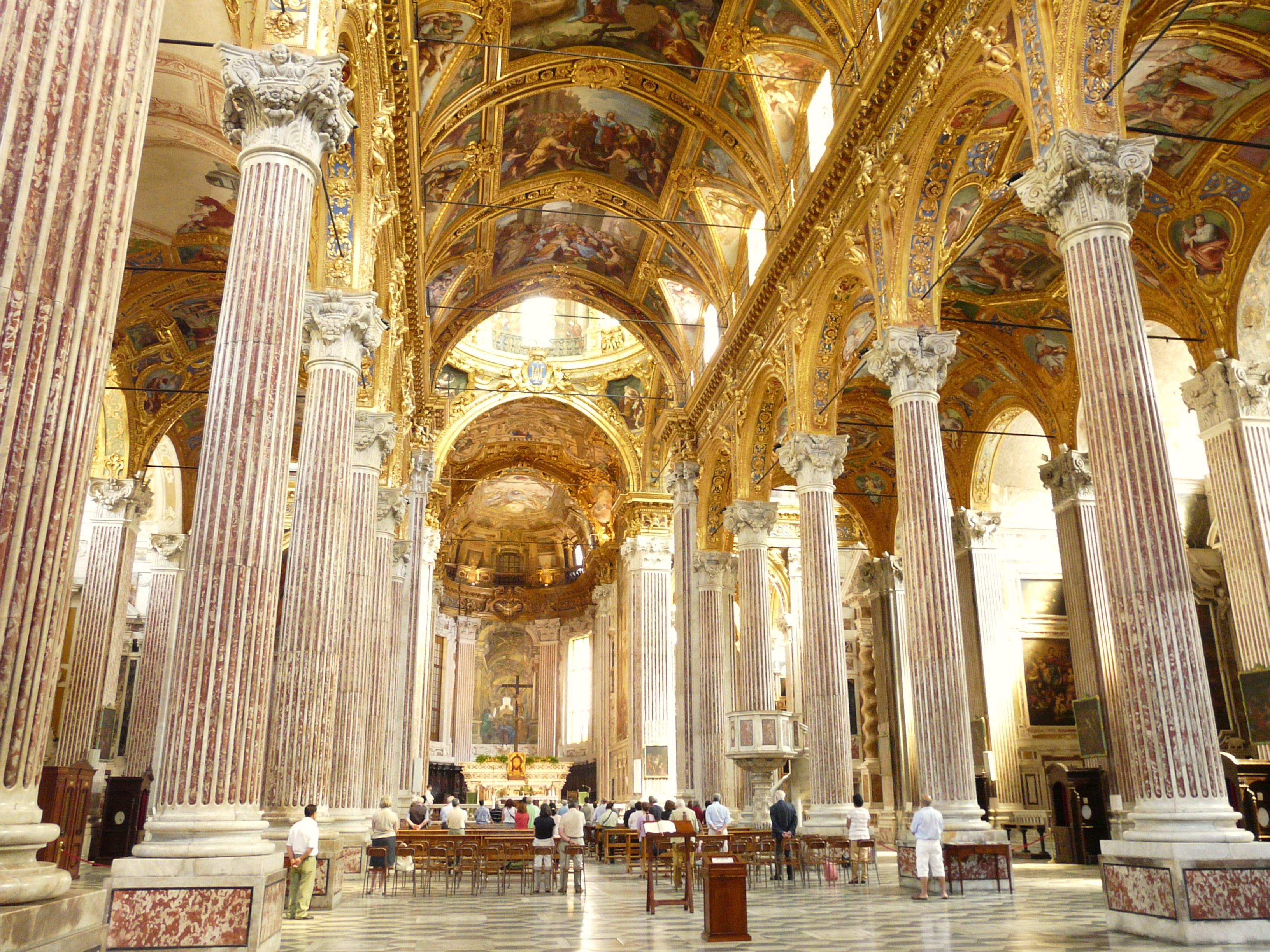
Wnętrze świątyni

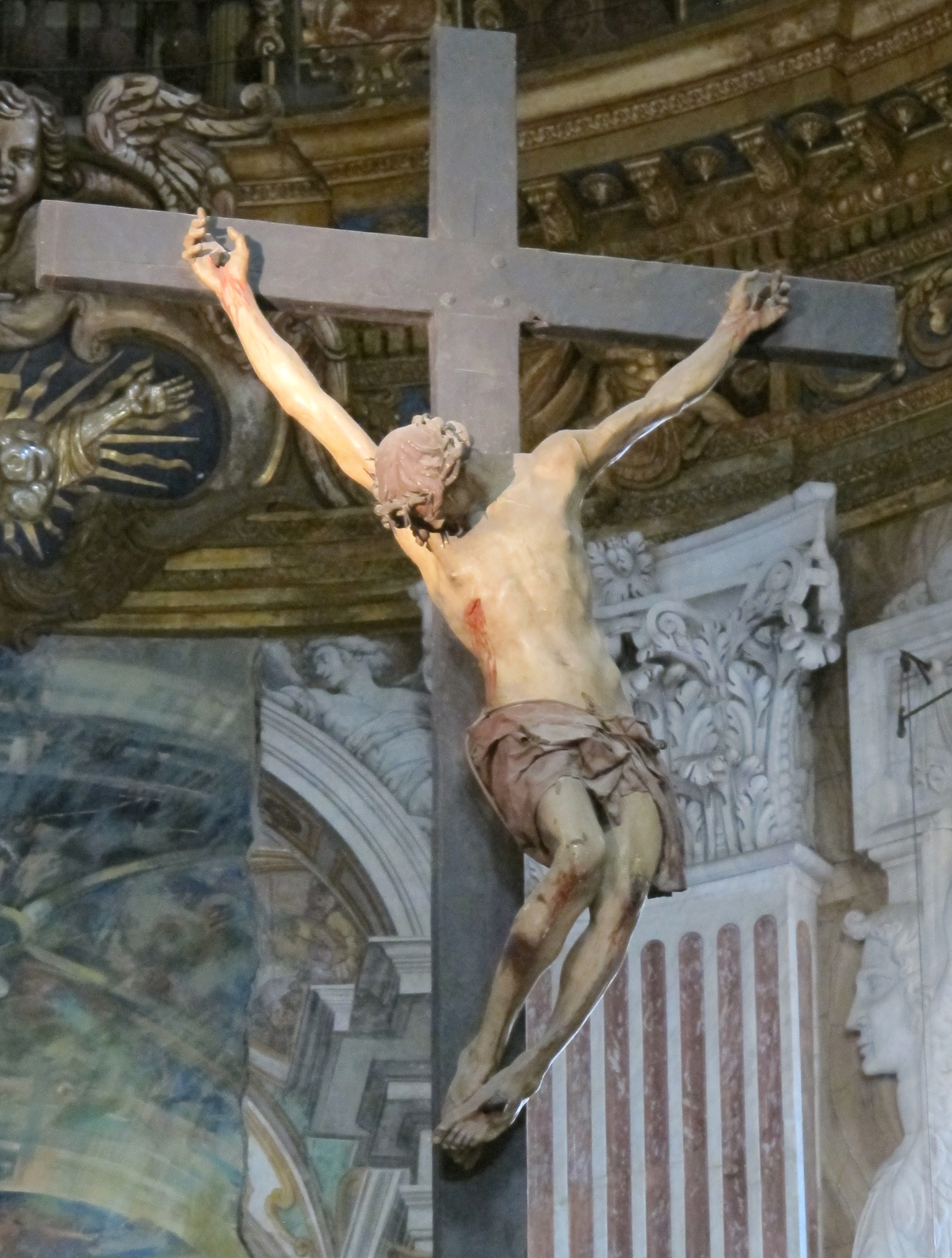
Giacomo Antonio Ponsonelli, Krucyfiks

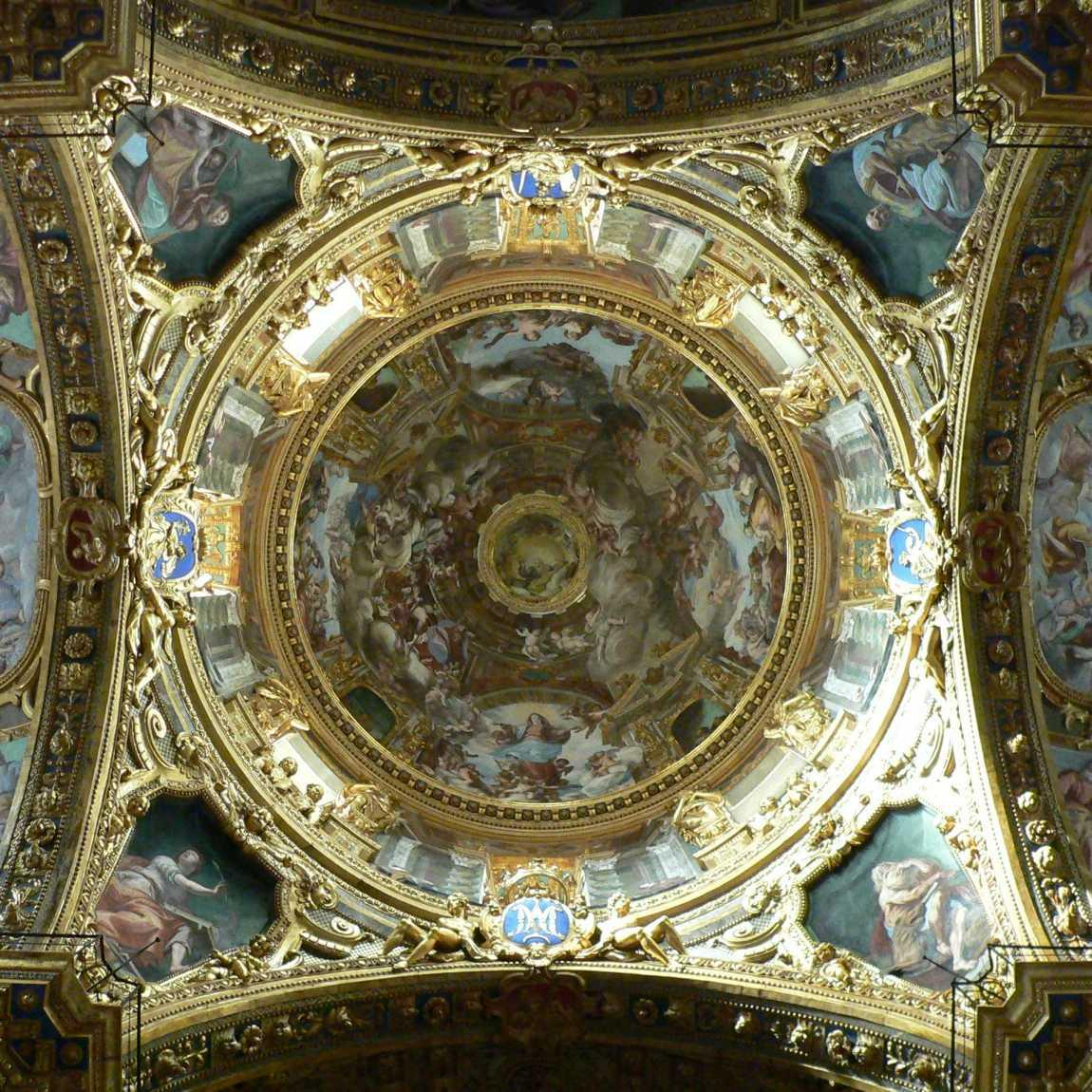
Malowidła na sklepieniu kopuły

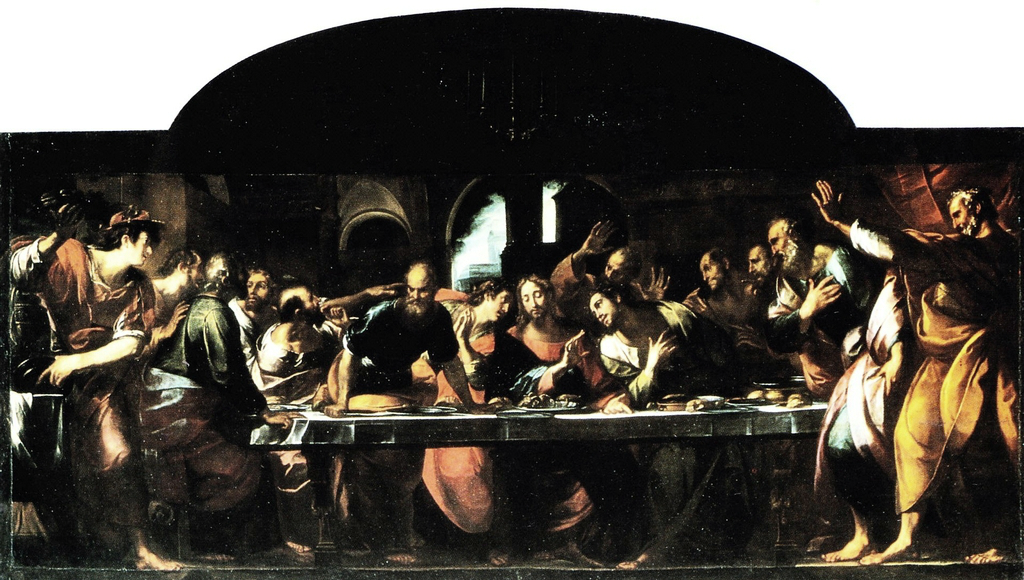
Giulio Cesare Procaccini, Ostatnia Wieczerza, 1618

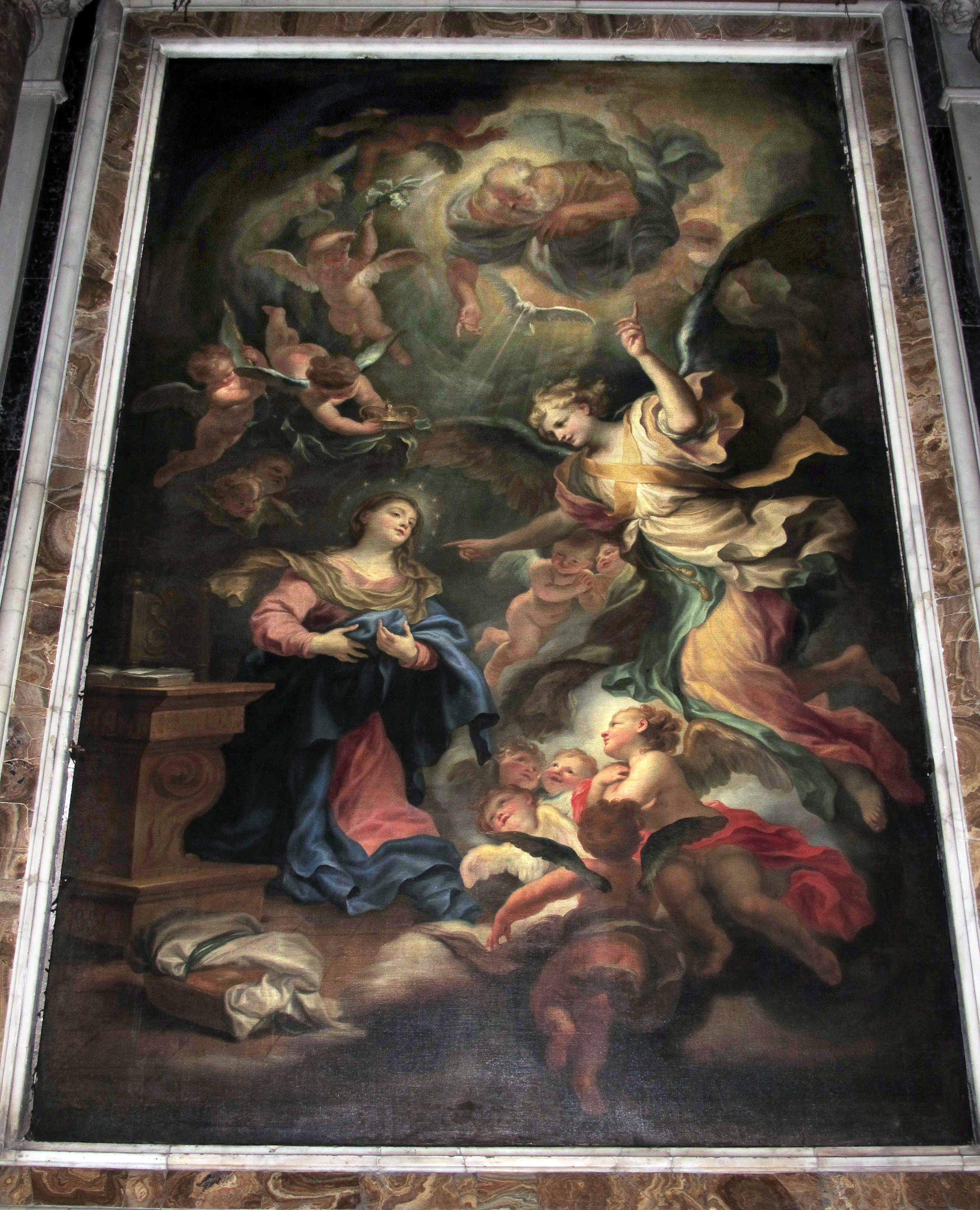
Domenico Piola, Zwiastowanie

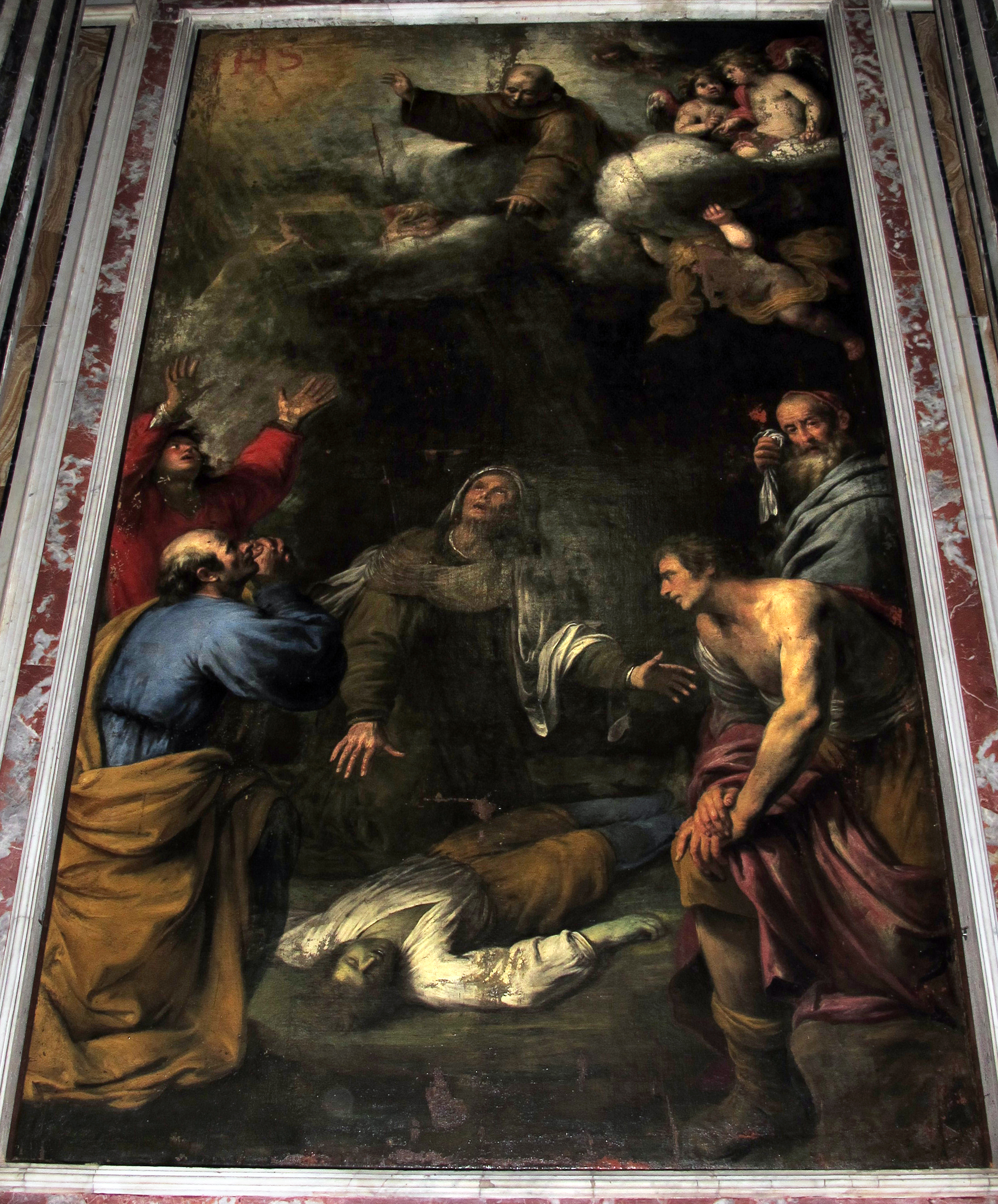
Giovanni Battista Carlone, Cud św. Bernardyna

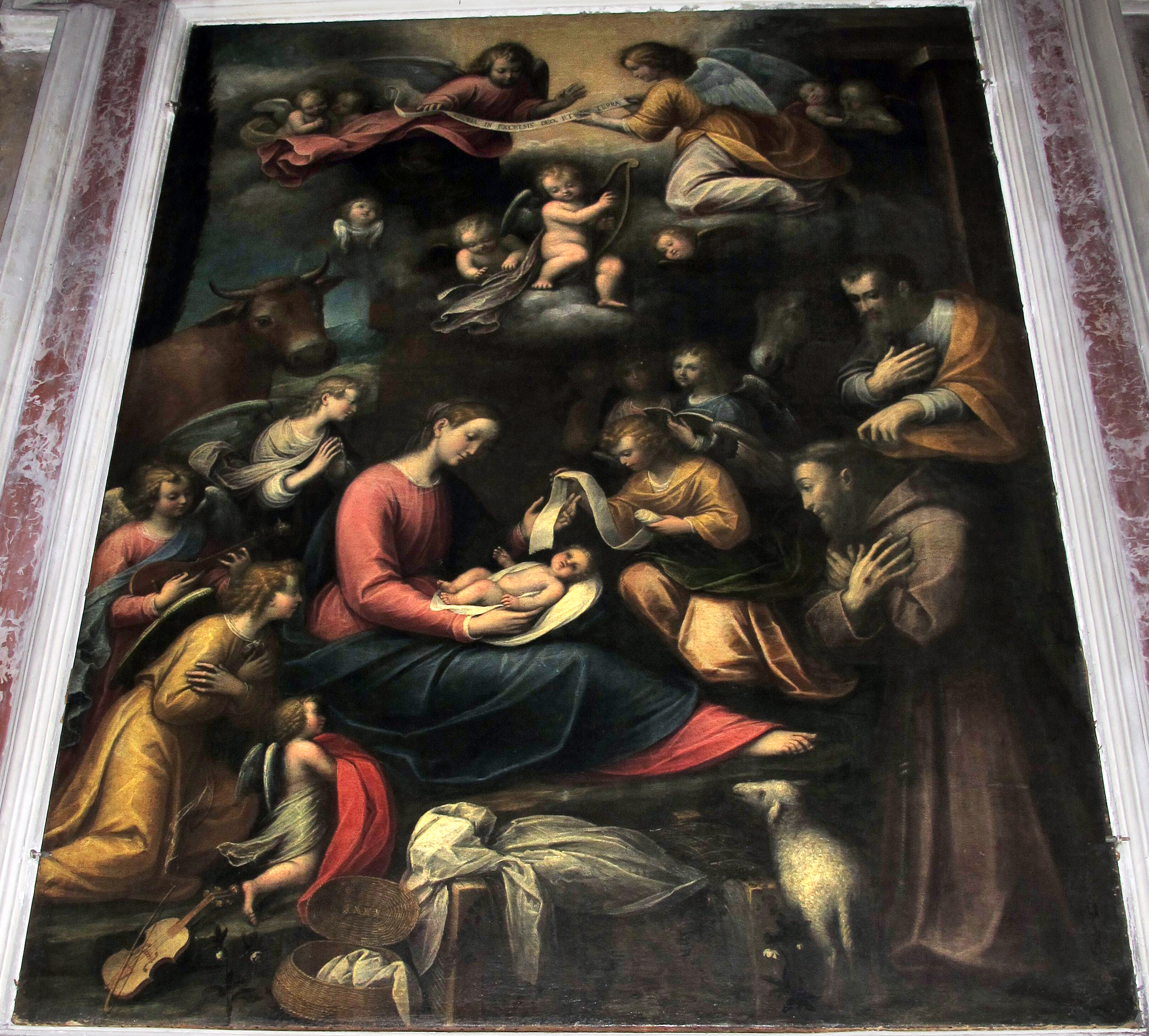
Guglielmo Caccia, Boże Narodzenie ze św. Franciszkiem

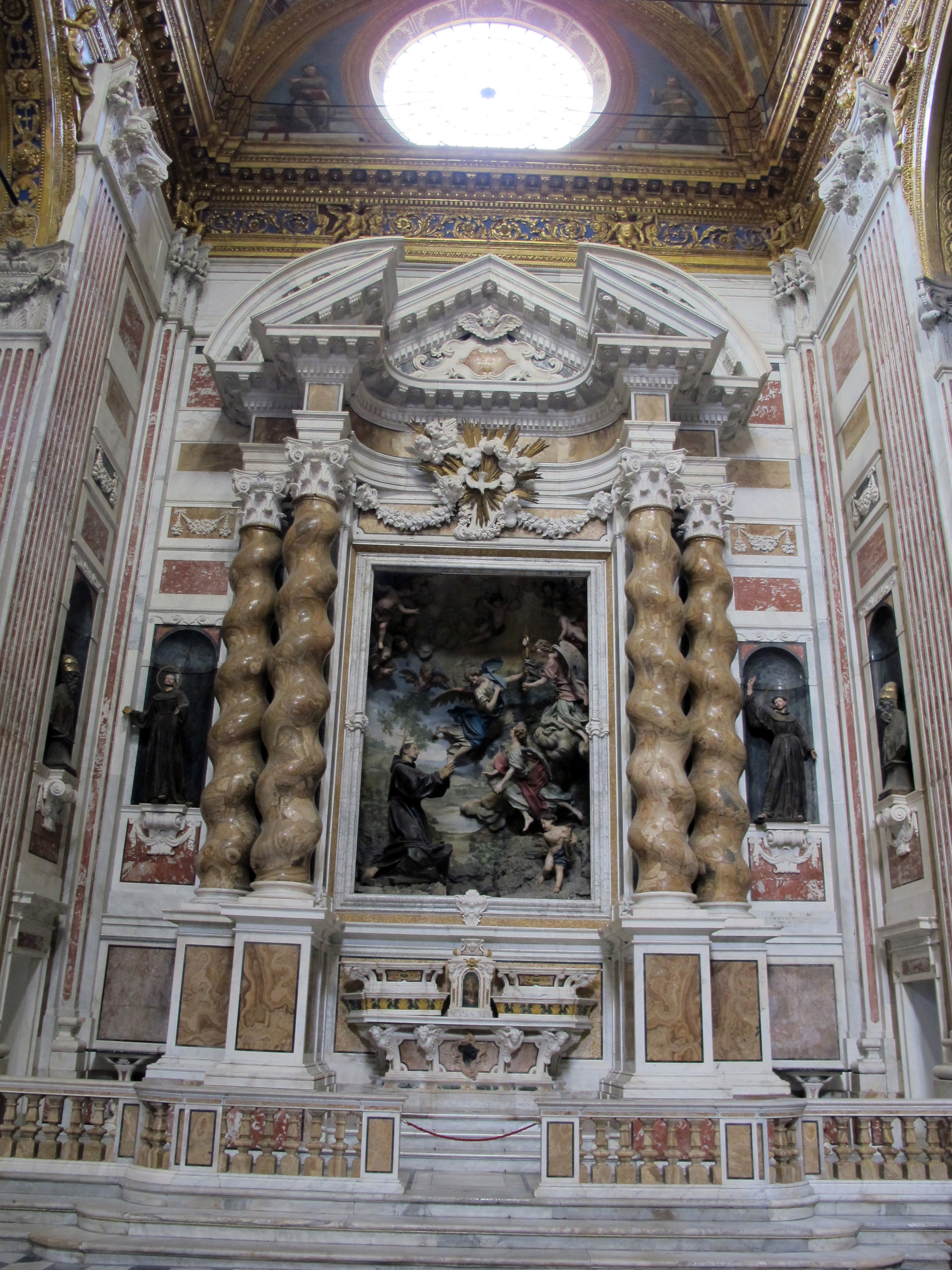
Gaetano Quadro, Anton Maria Maragliano, Kaplica św. Paschalisa Baylóna

W wystawnej dekoracji wnętrza świątyni uczestniczyli znaczący artyści genueńscy XVII wieku. W następstwie wizytacji apostolskiej Francesca Bossiego z 1582 roku kościół miał być dostosowany zarówno do nowych wymogów liturgicznych oraz do odnowionego stylu barokowego. Aby pozyskać fundusze niezbędne do szeroko zakrojonego programu dekoracyjnego franciszkanie zwrócili się do szlacheckich rodów Genui, w tym do rodziny Lorenza Lomellini, którego bratanek Giovanni z kolei zlecił wykonanie dekoracji marmurowej Giovanniemu Domenicowi Caselli i Giacomowi Porcie. Plany przewidywały wykonanie kolumn z białego i czarnego kamienia, oraz położenie nowej posadzki w prezbiterium z czerwonego marmuru francuskiego i białego karraryjskiego. Namalowanie fresków zlecono czołowym artystom szkoły genueńskiej, zwłaszcza Giovanniemu Carlone, którego dzieło dokończył jego brat Giovanni Battista razem z Andreą Ansaldo, Gioacchinem Assereto i Giuliem Benso. W opozycji do reformacji luterańskiej położono w obrazach i freskach nacisk na uwielbienie Matki Bożej przedstawiając epizody z jej życia oraz te epizody z życia Chrystusa, w których była ona główną postacią.

#### Prezbiterium
Prezbiterium doznało ciężkich uszkodzeń w efekcie bombardowań wojennych. Jego ołtarz główny zdobią dekoracje Giacoma Porty i Domenica Scorticone. Obraz ołtarzowy przypisywany jest Francescowi La Croix. Ponad ołtarzem znajduje się rzeźba Krucyfiks Giacoma Antonia Ponsonellego. Dekoracji prezbiterium dopelniaja freski, wykonane przez Giulia Bensa w latach 1640–1648: Zwiastowanie i Niepokalane poczęcie. Ich jednolity program ikonograficzny miał na celu wzmocnienie nieskalanego obrazu Maryi, współodkupicielki z Chrystusem i nawiązywał do dekoracji naw bocznych. Na ścianach bocznych znajdują się: Ofiarowanie Jezusa w świątyni Giulia Bensa i Rozmowa z uczonymi w piśmie Giovanniego Battisty Carlone (według projektu Giulia Bensa). Ścianę apsydy pokrywa fresk Spotkanie św. Anny i św. Joachima, współczesne dzieło Raimonda Sirottiego, które zastąpiło zniszczone w czasie wojny malowidło Bensa.

#### Nawa główna

##### Sklepienie kopuły
Sklepienie kopuły zdobi fresk Wniebowzięcie Najświętszej Maryi Panny pędzla Giovanniego Andrei Ansalda. W pendentywach zostali ukazani: Św. Jan Ewangelista, Św. Hieronim, Św. Łukasz i Św. Augustyn.

##### Sklepienie nawy głównej
Na sklepieniu widnieją freski (kolejno, licząc od transeptu): Objawienie Pańskie, Wjazd do Jerozolimy i Modlitwa w Ogrójcu Giovanniego Carlone oraz Zmartwychwstanie Pańskie, Jezus objawiający się Matce i Koronacja Najświętszej Maryi Panny jego brata, Giovanniego Battisty Carlone.

##### Ściana wewnętrzna fasady
Na ścianie wewnętrznej fasady wisi wielkowymiarowe płótno Ostatnia Wieczerza Giulia Cesare Procacciniego, namalowane pierwotnie dla refektarza klasztornego z inicjatywy rodziny Lomellini, sponsorów dekoracji wnętrza. Obraz został następnie zaadaptowany do wypełnienia ściany wewnętrznej fasady. Po obu jego stronach znajdują się dwa obrazy przedstawiające Proroków, pędzla Giulia Bensa.

#### Kaplice po prawej stronie ołtarza głównego

##### Kaplica Matki Boskiej Loretańskiej
Kaplica została zbudowana na planie krzyża greckiego. Jej bogata dekoracja rzeźbiarska, wykonana na zlecenie Giacoma Lomelliniego, jest dziełem Domenica Caselli i Giacoma Porty. W ołtarzu kaplicy znajduje się marmurowa rzeźba Madonna z Loreto Leonarda Mirana (1618). Na lewej ścianie wisi obraz olejny Cud św. Salwatora z Horty Giovanniego Battisty Carlone (1667).

##### Kaplica Św. Dominika Soriano
W ołtarzu znajduje się obraz olejny Św. Dominik Soriano Tommasa Clerici (1656). Kolumny ołtarza wykonano z czerwonego marmuru francuskiego. Na lewej ścianie wiszą obrazy olejne:  Trzej archaniołowie Tommasa Clerici i Św. Bonawentura, przypuszczalnie Nicolò Carlone, natomiast na prawej – obraz olejny nieznanego artysty Św. Piotr z Alkantary udzielający Komunii św. Teresie z Avili w obecności św. Franciszka i św. Antoniego Padewskiego (I poł. XVII w.). Na kopule kaplicy widnieje fresk Giovanniego Battisty Carlone.

#### Transept prawy

##### Kaplica Św. Antoniego Padewskiego
W niszy wielki ołtarz barokowy, obramowany dwiema parami kolumn salomonowych, a w nim grupa rzeźbiarska z drewna polichromowanego Św. Antoni Padewski adorujący Dzieciątko i anioły dłuta Pierre’a Pugeta; na sklepieniu znajduje się Zesłanie Ducha Świętego, a w lunecie ponad łukowo sklepionym wejściem do kaplicy Niewierność św. Tomasza Giovanniego Andrei Carlone.

#### Nawa prawa

##### Pierwsza kaplica
Pierwsza kaplica (licząc od prezbiterium) dedykowana została Zwiastowaniu Najświętszej Maryi Panny. Jej fundatorem był Tommaso Gentile, które zlecił w 1678 roku Carlowi Solaro wykonanie dekoracji jej wnętrza. Do dekoracji artysta użył marmuru. Wykonanie dekoracji malarskiej sklepienia (zniszczonej w czasie wojny) powierzono Giovanniemu Andrei Carlone. W ołtarzu znajduje się obraz olejny Zwiastowanie Domenica Pioli (1679), na ścianie prawej – obraz olejny Ofiarowanie Najświętszej Maryi Panny w świątyni Giovanniego Andrei Carlone (1678), na lewej – obrazy olejne Nawiedzenie tego samego artysty (1678) i Prorok. na sklepieniu zewnętrznym fresk Św. Piotr uzdrawiający chromego Gioacchina Assereta.

##### Druga kaplica
Druga kaplica dedykowana została św. Piotrowi z Alkantary. Została ona nabyta pod koniec XVI wieku przez Giovanniego i Giacoma Grimaldich, którzy zlecili Domenicowi Pioli namalowanie fresków, zamalowanych później przez Giuseppe Galeottiego. W połowie XIX wieku właścicielem kaplicy została rodzina Lazzaro Cosso, która ukończyła jej marmurową dekorację. W ołtarzu znajduje się obraz olejny Św. Piotr z Alkantary adorujący krzyż Giovanniego Battisty Carlone, na prawej ścianie – Bł. Joanna z Signy, przypisywany Daniele Crespiemu; na lewej – Madonna i święci Antona Marii Pioli (powyżej, Wieczerza w Emaus, przypisywana Strozziemu); na sklepieniu zewnętrznym widnieje fresk Kazanie św. Pawła Domenica Fiaselli.

##### Trzecia kaplica
Trzecia kaplica dedykowana została Ludwikowi IX Świętemu. Stanowi nabytek od narodu francuskiego z 1772 roku. Należała do rodu Monsia. Wyposażenie dostarczyli Francuzi, a marmurowe dekoracje wykonał Pierre Puget. W ołtarzu znajduje się obraz olejny Św. Ludwik adorujący krzyż Giovanniego Bernarda Carbone (II poł. XVII w.), na prawej ścianie – obraz olejny Dobroczynność św. Ludwika, przypisywany Beaumontowi (II poł. XVIII w.), natomiast na lewej – Św. Ludwik leczący zadżumionych, przypisywany temu samemu artyście. Na sklepieniu zewnętrznym Św. Andrzej adorujący krzyż Domenica Fiaselli.

##### Czwarta kaplica
Czwarta kaplica dedykowana została św. Janowi Chrzcicielowi. Kaplicę zbudowali w 1669 roku Francesco Macetti i Carlo Solaro na zlecenie rodziny Morando. Została ona ukończona w wyniku XIX-wiecznych prac restauracyjnych. W jej ołtarzu znajduje się grupa rzeźbiarska z drewna Chrystus z szat obnażony, przypisywana Antonowi Marii Maragliano. Na lewej ścianie – obrazy olejne: Cud św. Dydaka Simone Barabina (1617–1618) i Św. Hieronim Gioacchina Assereto (I poł. XVII w.); na prawej ścianie – obrazy olejne: Św. Tomasz z Akwinu adorujący krucyfiks Domenica Pioli (1669) i Św. Sebastian Giovanniego Battisty Croce (poł. XVII w.), na sklepieniu zewnętrznym – fresk Św. Jakub udzielający chrztu poganinowi Giovanniego Battisty Carlone.

##### Piąta kaplica
Piąta kaplica dedykowana została św. Bonawenturze. Kaplicę zbudował w latach 1678–1679 Carlo Solaro na zlecenie rodziny Aronio. Została ona w znacznym stopniu zniszczona w wyniku bombardowań w czasie II wojny światowej. W ołtarzu znajduje się obraz Zesłanie Ducha Świętego Domenica Pioli, na lewej ścianie Cud św. Bonawentury Nicolò Carlone i Błogosławiona Joanna. zewnętrzne sklepienie zdobi fresk Św. Mateusz katechizujący tłum Giovanniego Battisty Carlone.

##### Szósta kaplica
Szósta kaplica dedykowana została św. Bernardynowi ze Sieny. Jej realizację powierzono w XVII wieku rodzinie Passaggi. Marmurowe dekoracje, zniszczone w wyniku wojennych bombardowań, zostały zrekonstruowane w 1955 roku. W ołtarzu kaplicy znajduje się obraz olejny Cud św. Bernardyna Giovanniego Battisty Carlone (poł. XVII w.), na ścianie prawej – obraz olejny Żłóbek ze św. Franciszkiem (I poł. XVII w.) Guglielma Cacci, znanemu jako Il Moncalvo, na ścianie prawej – Hagar i Izmael Giovanniego Andrei De Ferrari (II poł. XVII w.); na sklepieniu – fresk Epizody z życia św. Bernardyna, Giovanniego Battisty Carlone (1665), a na sklepieniu zewnętrznym – Święci Szymon i Juda ewangelizujący Persów, również pędzla Carlone.

#### Kaplice po lewej stronie ołtarza głównego

##### Kaplica Matki Boskiej Anielskiej
Kaplica Matki Boskiej Anielskiej należała do rodziny Spinola; jest ona połączona z Kaplicą Krucyfiksu. Otrzymała kopułą osadzoną na wysokim bębnie, a w latach 1840–1842 została całkowicie przebudowana na zlecenie rodziny Serra. Jej wystrój rodzina zleciła architektowi neoklasycznemu Angelowi Diazowi. W ołtarzu znajduje się marmurowa rzeźba Madonna z Dzieciątkiem, po jego prawej stronie obraz olejny Adoracja pasterzy Luciana Borzone (po 1645); poniżej marmurowa płaskorzeźba Madonna i święci Jan Chrzciciel, Karol i Teresa Santa Varniego.

##### Kaplica Krucyfiksu
W ołtarzu kaplicy znajduje się obraz olejny Ukrzyżowanie i Matka Boska Bolesna Francesca Scotta, po lewej stronie – obrazy olejne: Wesele w Kanie i Ubiczowanie Luki Saltarella; po prawej – obrazy olejne: Św. Piotr zapierający się Chrystusa i Józef objaśniający sny Bernarda Strozziego.

#### Transept lewy

##### Kaplica św. Paschalisa Baylóna
Budowa kaplicy św. Paschalisa Baylóna, poświęconej jednemu z najważniejszych świętych franciszkańskich, zlecona została w 1709 roku Giacomowi Antoniowi Ponsonellemu. Budowę ukończył w 1734 roku rzeźbiarz Gaetano Quadro. Monumentalny ołtarz, flankowany podwójnymi kolumnami salomonowymi, wykonanymi z alabastru, wieńczy podwójny szczyt. Dekoracji kaplicy dopełniają detale rzeźbiarskie, w tym główki aniołów i wielkie kandelabry, ozdobione liśćmi z żółtego marmuru. W centrum ołtarza umieszczono wielkowymiarową grupę rzeźbiarską z drewna Św. Paschalis adorujący Przenajświętszy Sakrament ukończoną w 1713 roku przez Antona Marię Maragliano. Artysta ukazał Świętego klęczącego przed aniołami i cherubinami, którzy niosą w glorii Eucharystię. Na sklepieniu oraz ponad wejściem do kaplicy widnieją freski Wniebowstąpienie i Wieczerza w Emaus Giovanniego Carlone.

#### Nawa lewa

##### Pierwsza kaplica
Kaplica, dedykowana św. Franciszkowi z Asyżu, należała początkowo do rodziny Lomellini, którzy w I poł. XVII w. sprzedali ją rodzinie Chiavari. Dekoracje z marmuru wykonał Daniele Casella (1622), który wyrzeźbił również figurę Madonny, Królowej Genui, umieszczonej nad ołtarzem. W ołtarzu znajduje się grupa rzeźbiarska z drewna Św. Franciszek otrzymujący stygmaty Antona Marii Maragliano (1715–1720).Na sklepieniu zewnętrznym znajduje się fresk Abraham ofiarujący chleb i wino Melchizedekowi Gioacchina Assereta.

##### Druga kaplica
Kaplica pod wezwaniem św. Dydaka z Alkali należała początkowo do rodziny Pinelli, a po 1696 roku do Francesca Assereto, które zlecił jej odnowienie Domenicowi Pioli i Giacomowi Antoniowi Ponsonellemu. W ołtarzu znajduje się obraz olejny Św. Dydak uzdrawiający chorych, na ścianie prawej – obraz olejny Kazanie św. Dydaka, zaś na lewej – Św. Dydak uzdrawiający syna Filipa II, wszystkie autorstwa Domenica Pioli (1696). Na sklepieniach uniknęły zniszczeń wojennych freski Pioli Czystość i Posłuszeństwo oraz Gołębica Ducha Świętego, umieszczona w szczycie łuku.

##### Trzecia kaplica
Kaplicę Niepokalanego Poczęcia Najświętszej Maryi Panny, należącą do rodziny Invrea, zaprojektował i zrealizował Domenico Piola, natomiast dekoracje rzeźbiarskie Carlo i Daniele Solaro w latach 1673–1683. Freski autorstwa Pioli przepadły w wyniku bombardowań, zachował się natomiast jego obraz ołtarzowy  Niepokalana i Bóg Ojciec.

##### Czwarta kaplica
Dekoracje kaplicy Najświętszej Maryi Panny Miłosierdzia wykonał w XVIII wieku na zlecenie Congregazione dei Mercenari Francesco Maria Schiaffino; przepadła ona w wyniku bombardowań. W ołtarzu kaplicy znajduje się drewniany Krucyfiks Francesca La Croix (II poł. XVII w.), natomiast na prawej ścianie – obraz na tablicy Ukrzyżowanie Luki Cambiasa.

##### Piąta kaplica
Kaplica, dedykowana św. Klarze z Asyżu, została udekorowana na zlecenie rodziny Frugoni. Dekoracja została bardzo zniszczona w wyniku bombardowań. W ołtarzu znajduje się obraz olejny Zaśnięcie św. Klary Giovanniego Battisty Paggiego (1608), na ścianie prawej – obraz olejny Męczenstwo franciszkanów z Gorkum Tommasa Clerici (I poł. XVII w.), natomiast na lewej – obraz olejny Św. Franciszek Solano udzielający chrztu Maurom Giovanniego Battisty Carlone (II poł. XVII w.).

##### Szósta kaplica
Kaplica, dedykowana św. Klemensowi, została zbudowana w 1618 roku, podobnie jak jej odpowiedniczka po przeciwnej stronie. Patronem kaplicy była, po Lomellinich, rodzina Spinola. Na jej zlecenie Giacomo i Giuseppe Gaggini wykonali dekorację rzeźbiarską, która została niemal doszczętnie zniszczona w wyniku bombardowań. W ołtarzu kaplicy znajduje się obraz olejny Męczeństwo św. Klemensa Giovanniego Battisty Carlone (II poł. XVII w.), na prawej ścianie dwa obrazy olejne: Św. Klemens ugodzony rozgrzaną saladą tego samego artysty (II poł. XVII w.) i Św. Stefan Gregoria De Ferrari (II poł. XVII w.), natomiast na lewej również dwa obrazy tych samych artystów, odpowiednio: Św. Klemens ugodzony hakiem żelaznym i Św. Wawrzyniec.